# Klášter Ebstorf
Klášter Ebstorf, nazývaný také Klášter svatého Mořice je bývalý klášter v obci Ebstorf v zemském okrese Uelzen v Dolním Sasku ve Spolkové republice Německo.

## Dějiny

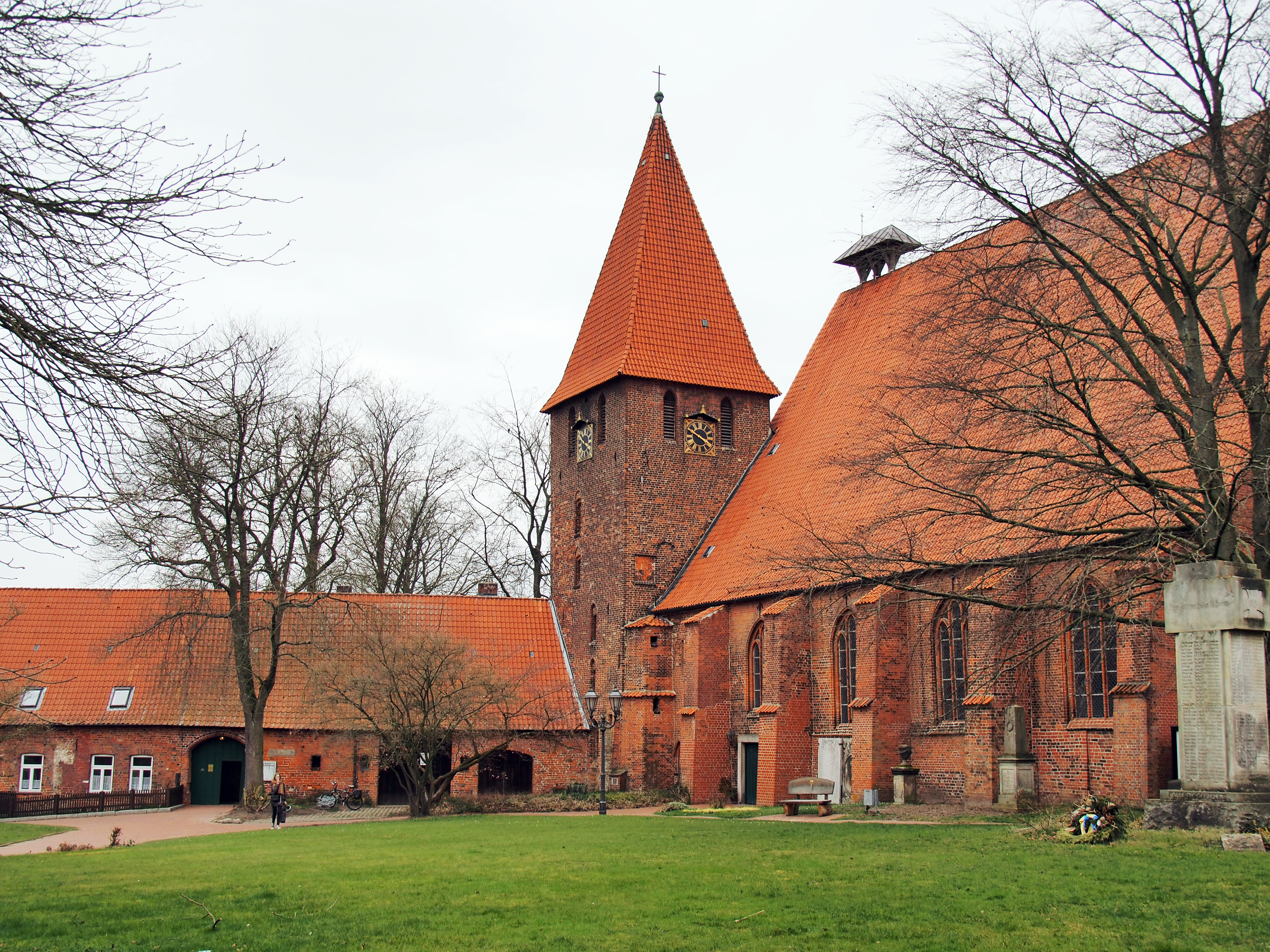
Západní křídlo kláštera s kostelem sv. Mořice

Byl založen roku 1160 Hannoverskou klášterní komorou jako podvojný premonstrátský klášter řeholních kanovníků a řeholnic. V roce 1190 vyhořel a v roce 1196 byl předán benediktinům a benediktinkám. Z roku 1197 pochází první písemná zmínka.

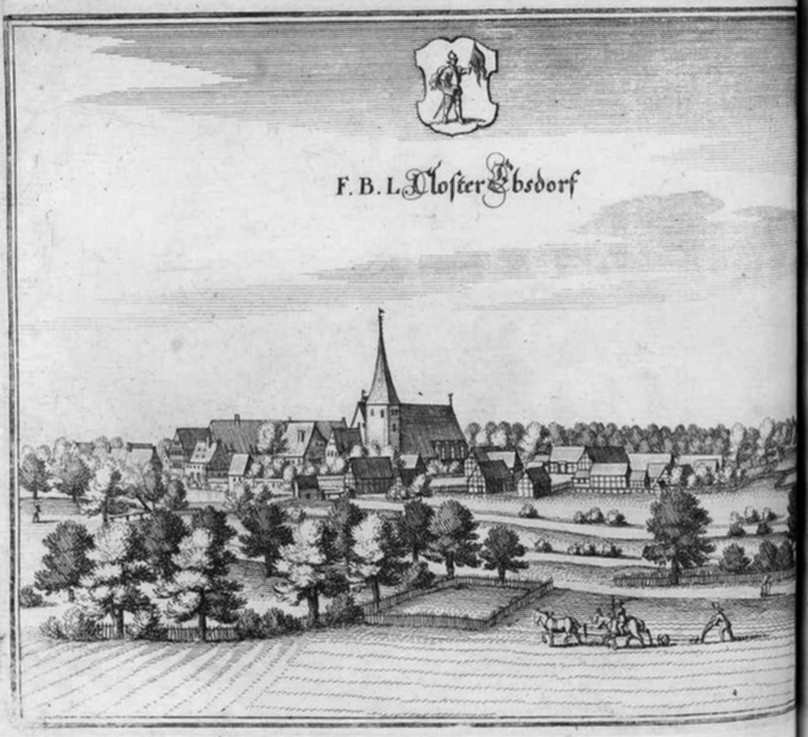
Klášter v Merianově atlasu z let 1654-1658

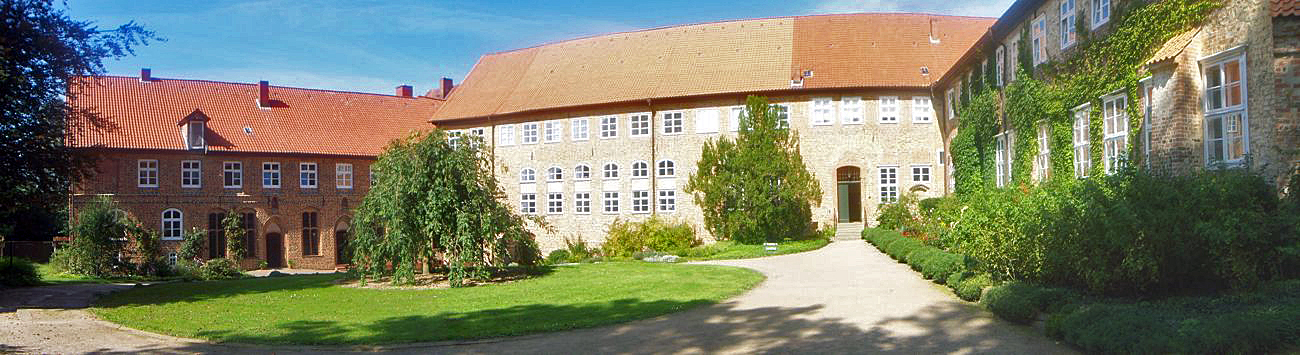
Dvůr kláštera Ebstorf

V letech 1223 až 1234 byl proboštem kláštera Gervasius z Tilbury, který je pravděpodobným autorem tzv. Ebstorfské mapy, která je jednou ze dvou nejznámějších ukázek kruhových map vrcholného středověku.
Roku 1469 byl zreformován podle pravidel kláštera Bursfelde. Když se v roce 1527 rozšířila náboženská reformace v knížectví Celle-Lüneburg, zasáhla i klášter Ebstorf, v němž zůstal od roku 1565 jen ženský protestantský klášter. Jádro areálu klášterního okrsku Ebstorf zahrnuje kromě klášterního kostela a klášterních budov s ohradní zdí a klášterní zahradou také samostatně stojící budovy na sever od něj na a na jihovýchodě, jsou to farní kostel s budovou školy, učitelským domem, také válečný pomník na náměstí. Na západ od kostelního náměstí je bývala fortna kláštera, na západ od ní klášterní zahrada uzavřená zdí a severně od kláštera bývalý pivovar a obytná budova se zahradou.
V období reformace roku 1528 se od kláštera oddělily samostatné budovy hospodářské a lesní správy, komplex jejich budov s hrázděnou konstrukcí a zdiva z režných cihel se dochoval dosud.